# Bathroom Wall
Bathroom Wall (в переводе с англ. — «стена уборной») — песня американской слиз-рок-группы Faster Pussycat, вышедшая на их дебютном альбоме 1987 года Faster Pussycat.
Песня была написана вокалистом Тэйми Дауном и в ней в юмористическом ключе поётся о том, как он позвонил в секс по телефону, номер которого был написан на стене кабинки общественного туалета. В итоге он остался доволен тем, что не выбрал другую кабинку.
На «Bathroom Wall» был снят клип, который представлял собой исполнение группой песни в просторном помещении, перемежающееся с кадрами музыкантов, бродящих по Лос-Анджелесу, и сидящим в ванной Тэйми Дауном к которому в итоге присоединяются Грег Стил, Эрик Стэйси и три девушки. Для раскрутки песни по радио был выпущен 12” промосингл с ремикшированной версией песни на каждой стороне.
В 1988 году вышел документальный фильм о лос-анджелесской глэм-сцене 1986-88 годов The Decline of Western Civilization Part II: The Metal Years, снятый Пенелопой Сфирис, в котором наряду с участниками Poison, Tuff и Aerosmith, было взято интервью у Faster Pussycat, а также группа исполнила песни «Cathouse» и «Bathroom Wall».
«Bathroom Wall» является одним из главных хитов группы, и была включена в мини-альбом Live and Rare (1990), ремикс-альбом Between the Valley of the Ultra Pussy (2001), сборник Greatest Hits: Faster Pussycat (2003) и концертный альбом Front Row for the Donkey Show (2009).
Песня использовалась в видеоигре 2007 года Guitar Hero Encore: Rocks the 80s.

## Участники записи
- Тэйми Даун — вокал
- Грег Стил — гитара, бэк-вокал
- Брет Маскат — гитара, бэк-вокал
- Эрик Стэйси — бас-гитара, бэк-вокал
- Марк Майклс — ударные[2]